# Chiesa di San Bartolomeo (Gambarogno)
La chiesa parrocchiale di San Bartolomeo è un edificio religioso che si trova a Indemini, frazione di Gambarogno in Canton Ticino.

## Storia
La struttura viene citata per la prima volta in documenti storici risalenti al 1506. Nel 1761 venne ricostruito il coro.

## Descrizione
La chiesa ha una pianta a croce ricoperta da una volta a botte e da una volta a crociera; all'incrocio dei quattro bracci si trova invece una cupola.